# Hipposideros nequam
Hipposideros nequam — є одним з видів кажанів родини Hipposideridae.

## Поширення
Країни поширення: Малайзія. Відомий тільки з одного зразка.

## Загрози та охорона
Загрози для цього виду не відомі.